# Natuurreservaat Brinckheuvel
Het Natuurreservaat Brinckheuvel is een natuurreservaat in het district Brokopondo in Suriname dat zich uitstrekt tussen de Saramacca- en de Surinamerivier. Het werd in 1961 ingesteld als reservaat en beslaat een oppervlakte van circa 6000 hectare. In dit gebied bevindt zich het zandsteen grauwacke.
In het Brinckheuvel Natuurreservaat bevinden zich drie heuvels: de Brinckheuvel, Klaiberheuvel en Loblesheuvel. Ze steken ongeveer dertig meter boven de oppervlakte uit. Op de toppen ligt wit zand.
In het reservaat bevindt zich een logeereenheid van STINASU.